# Martyrologe hiéronymien
Le Martyrologe hiéronymien est le plus ancien martyrologe de langue latine, qui a servi de base à ceux qui sont venus après (notamment le martyrologe de Bède le Vénérable, les martyrologes carolingiens de Raban Maur, d'Adon de Vienne, de Florus de Lyon, d'Usuard, et bien plus tard le Martyrologe romain). Il se présente comme un simple calendrier liturgique, avec pour chaque jour le nom des saints martyrs ou confesseurs et les lieux et dates de leur passion ou de leur inhumation, sans développements narratifs. L'ensemble regroupe environ 6 000 noms de saints. Le qualificatif d'« hiéronymien » signifie qu'il est faussement attribué à saint Jérôme, par une lettre-préface que celui-ci aurait adressée à Chromace d'Aquilée et Héliodore d'Altino, où il est présenté comme traducteur d'Eusèbe de Césarée.

## Genèse et transmission
Ce martyrologe nous a été transmis sous des formes très confuses et corrompues (avec des listes de noms mutilées, tronquées, interpolées, etc.), par des manuscrits dont les trois plus anciens (de Berne, Echternach et Wissembourg) remontent au VIIIe siècle. La mise au clair de la genèse et de l'élaboration de ce document a notamment fait l'objet des travaux de Louis Duchesne.
Il apparaît par l'examen interne que toute la tradition manuscrite la plus ancienne, d'origine franco-allemande, remonte à une version unique qui a été établie à Auxerre sous l'épiscopat de saint Aunaire (570 - 605). Cette version dérive elle-même d'un martyrologe italien que le pape Grégoire le Grand possédait dans sa bibliothèque et qu'il décrit dans une lettre au patriarche Euloge d'Alexandrie. Cassiodore disposait aussi dans sa bibliothèque de Vivarium d'un tel document précédé de la lettre de saint Jérôme à Chromace et Héliodore, mais avec une différence notable : d'après ce qu'il en dit, on pouvait y lire le récit des passions des martyrs (dont le pape Grégoire le Grand relève explicitement l'absence). Il y avait donc au VIe siècle une forme longue avec les récits, et un abrégé avec les seules indications topographiques. C'est ce dernier qui nous est parvenu à travers la version établie à Auxerre vers l'an 600.
À l'origine, selon la reconstitution de Louis Duchesne, il y a la compilation de trois documents antérieurs :
- un martyrologe oriental, spécialement consacré aux martyrs des Églises de l'Empire d'Orient (Illyricum oriental et occidental compris), établi sans doute à Nicomédie vers le milieu du IVe siècle (avec des indications éventuellement ajoutées allant jusqu'au règne de Julien) ;
- un calendrier liturgique romain, constitué au temps de l'empereur Constantin (et qui a servi aussi pour le Chronographe de 354), avec adjonction de quelques martyrs des églises voisines de Rome ;
- un calendrier liturgique de la province d'Afrique, antérieur en tout cas à la persécution d'Hunéric (476 - 484) qui n'est pas prise en compte.

Le document oriental est extrait en partie des œuvres martyrologiques d'Eusèbe de Césarée, à savoir un gros recueil d'anciens martyria qu'il avait constitué pour les temps d'avant Dioclétien, et son De martyribus Palestinæ (appendice du livre VIII de l'Histoire ecclésiastique) consacré aux victimes de la persécution de Dioclétien en Palestine. Selon Louis Duchesne, on peut déceler la trace d'une origine arienne. Une version syriaque abrégée de ce martyrologe oriental (avec ajout de martyrs de Babylonie et de Perse) a été trouvée dans un manuscrit (Add. 12150) datant de l'an 412 de la Nitrian Collection du British Museum.
Le calendrier romain a été complété à plusieurs reprises, avec suppression des indications topographiques après 352, mais mention des anniversaires funèbres et parfois des dates d'ordination des papes jusqu'à Boniface Ier (mort en 422) inclusivement. La dernière retouche qu'il a subie avant d'entrer dans le martyrologe que nous possédons est la mention de dédicaces d'églises de Rome faites par le pape Sixte III (432 - 440).
La compilation primitive des trois documents originaux a donc été effectuée en Italie vers le milieu du Ve siècle (peut-être dans la province d'Aquilée). Ensuite, la version auxerroise de la fin du VIe siècle dont dérivent toutes les copies conservées a été enrichie, notamment, d'un assez grand nombre de saints gaulois (et dans une moindre mesure du reste de l'Europe occidentale), avec une focalisation évidente sur le diocèse d'Auxerre.

## Édition
- Henri Quentin, Hippolyte Delehaye, Acta sanctorum novembris, tomi II pars posterior, qua continetur Hippolyti Delehaye (S. J.) commentarius perpetuus in Martyrologium Hieronymianum ad recensionem Henrici Quentin (O. S. B.), Bruxelles, Société des Bollandistes, 1931.

## annexes